# Eszpresszó Arkhimédésszel
Az Eszpresszó Arkhimédésszel Stefan Bujisman holland matematikafilozófus első könyve, aki 18 éves korában szerzett filozófia szakos diplomát a Leideni Egyetemen. Ezután Svédországban kezdett bele doktori disszertációjának megírásába, amit 18 hónap múlva be is fejezett. Jelenleg[mikor?] matematikafilozófia témában folytat kutatásokat posztdoktori munka keretei között.

## Tartalom
A matematikafilozófia legfőbb kérdései a szerző szerint egyrészt, hogy a matematika tudományának objektumai, így a számok vagy a mértani alakzatok a valóságban is létező dolgok, vagy csak az emberi elme találja ki őket. Ez a kérdés a matematika filozófusokat két táborra osztja: az egyik a platonista tábor, amely az első lehetőséget vallja, a másik pedig a nominalista tábor, amely a második lehetőséget vallja. 
A másik nagy kérdés a matematikafilozófiában az, hogy miért írhatók le olyan jól a hétköznapi valóság struktúrái, mint például a valószínűség vagy a változás a matematika eszközeivel. Ez azért is fontos kérdés a szerző szerint, mert ha a matematika nehezen tanulható és érthető képletei mögött meglátjuk a ezeket a valóságban is létező struktúrákat, az hozzásegíthet minket a matematika jobb megértéséhez is, ami a könyv egyik célja is egyben, hogy közelebb hozza a matematikát az emberekhez. 
Ez a nagy ókori civilizációk korában, mint például a mezopotámiai vagy egyiptomi civilizációk idején még nem volt kérdés, hiszen a matematika akkoriban a hétköznapi élet gyakorlati problémáiból született. Az ókori népek a számokat akkor alkalmazták, amikor piramisokat építettek vagy könyvelési feladatokat oldottak meg a javak hatékonyabb elosztása vagy a munka hatékonyabb megszervezése érdekében. Így nem volt kérdés, hogy a matematika csak a hétköznapi élet problémáinak struktúráit képezheti le, mert azokból született. 
Az újkori matematika esetében viszont már nem ilyen egyértelmű a válasz, mert a matematika az újkorban legtöbbször műkedvelő matematikusok szabadidős tevékenysége nyomán született, akik sohasem gondoltak annak gyakorlati alkalmazására. A valószínűségszámítás például a szerencsejátékok műkedvelő elemzéséből indult ki, a gráfelmélet pedig, amely a különféle hálózatokat elemzi, Leonhard Euler nyomán a königsbergi folyót átszelő hidak struktúrájának játékos elemzéséből indult ki. 
Később azonban olyan fontos tudományos és technikai eszközök alapjává váltak, mint például a Google keresőrendszere, a Netflix filmajánló rendszere, a neurális hálók vagy a közvélemény-kutatások és a különféle közgazdasági elemzések. Ez alól talán kivétel az Isaac Newton által kidolgozott és a változás struktúráit leíró differenciál- és integrálszámítás, amit a szerzője konkrét tudományos probléma megoldása érdekében dolgozott ki, hiszen azonnal alkalmazta a gravitáció elméletének leírására. Viszont a differenciál- és integrálszámítás is olyan tudományos alkalmazásoknak lett később az alapja, mint például az időjárás-előrejelzés vagy az építészet, amit Newton nem láthatott előre. Ezeket a valóságban is létező struktúrákat, és hogy miként képezi le őket a matematika, laikusok számára is érthető módon próbálja bemutatni a szerző.
A matematikafilozófusok ma még nem tudják megmagyarázni, hogy miként képezi le a matematika ezeket a valós életbeli struktúrákat, de mivel ezt elég jól csinálja, ez jelzi a matematika szinte végtelen hasznosságát. Ami miatt a szerző szerint a hétköznapi ember sem teheti meg, hogy teljesen figyelmen kívül hagyja. Ma még léteznek olyan természeti népek, amelyek nem ismerik a számokat, és ezek mind nélkülözik a városiasodott civilizációk sajátosságait, bár kis léptékben ők is képesek olyan dolgokra, amelyekre a városiasodott civilizációk nagy léptékben is képesek, mint például a fakunyhó-, fahíd- vagy csónaképítés. Ennek az az oka, hogy az emberi agy bizonyos szintig számolás nélkül, pusztán szemmérték alapján is képes megbecsülni például, hogy milyen hosszú fahasábok kellenek, hogy ne dőljön össze később a már megépített fahíd. Viszont nagyobb léptékekben, mint amilyeneket egy városiasodott civilizáció szükségletei igényelnek, az emberi agynak annyi részletet kellene egyszerre fejben tartania, hogy pusztán érzéki alapon irányítsa a dolgokat, hogy az lehetetlen lenne a számára. 
Itt jönnek segítségül a számok, amelyek azáltal, hogy leképezik a valóságot, egyben le is egyszerűsítik, és átláthatóbbá is teszik azt, és ezáltal életre hívják a nagy léptékekben való tervezést, ami a modern civilizáció alapja. Ezért olyan hasznos a matematika, és ezért elengedhetetlen, hogy a hétköznapi ember is megismerkedjen vele valamilyen szinten, a szerző szerint. Ezért íródott ez a könyv. 